# الهيجة (الشاهل)

تعديل مصدري - تعديل

الهيجة هي إحدى قرى عزلة مديخة بمديرية الشاهل التابعة لمحافظة حجة، بلغ تعداد سكانها 1444 نسمة حسب تعداد اليمن لعام 2004.